# Tierras Blancas, San Luis Potosí
Tierras Blancas är en ort i Mexiko.   Den ligger i kommunen Ciudad Valles och delstaten San Luis Potosí, i den centrala delen av landet, 270 km norr om huvudstaden Mexico City. Tierras Blancas ligger 90 meter över havet och antalet invånare är 126.
Terrängen runt Tierras Blancas är kuperad åt sydväst, men åt nordost är den platt. Runt Tierras Blancas är det ganska tätbefolkat, med 52 invånare per kvadratkilometer. Närmaste större samhälle är Ciudad Valles, 15,3 km norr om Tierras Blancas. Omgivningarna runt Tierras Blancas är en mosaik av jordbruksmark och naturlig växtlighet.